# Gočovo
Gočovo (deutsch Goldshof oder Helbesdorf, ungarisch Gócs) ist eine Gemeinde im Osten der Slowakei mit 291 Einwohnern (Stand 31. Dezember 2024), die zum Okres Rožňava, einem Teil des Košický kraj, gehört.

## Geographie

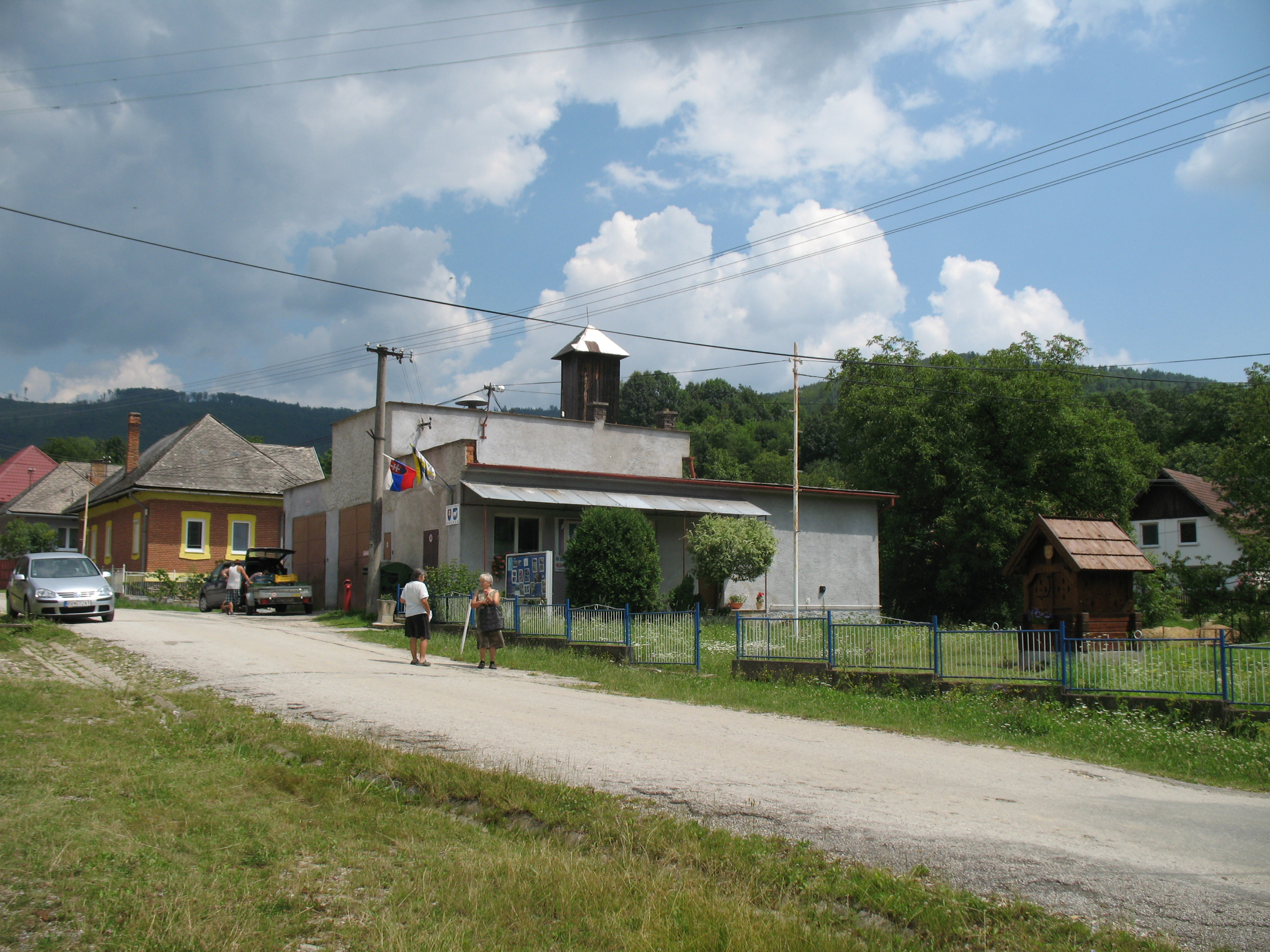
Sitz des Gemeindeamts von Gočovo

Die Gemeinde befindet sich im südöstlichen Teil des Slowakischen Erzgebirges am Oberlauf der Slaná. Das Ortszentrum liegt auf einer Höhe von 390 m n.m. und ist acht Kilometer von Dobšiná sowie 17 Kilometer von Rožňava entfernt.
Nachbargemeinden sind Vlachovo im Norden, Hnilec im Nordosten, Gemerská Poloma im Osten, Nižná Slaná im Süden und Kobeliarovo im Westen.

## Geschichte

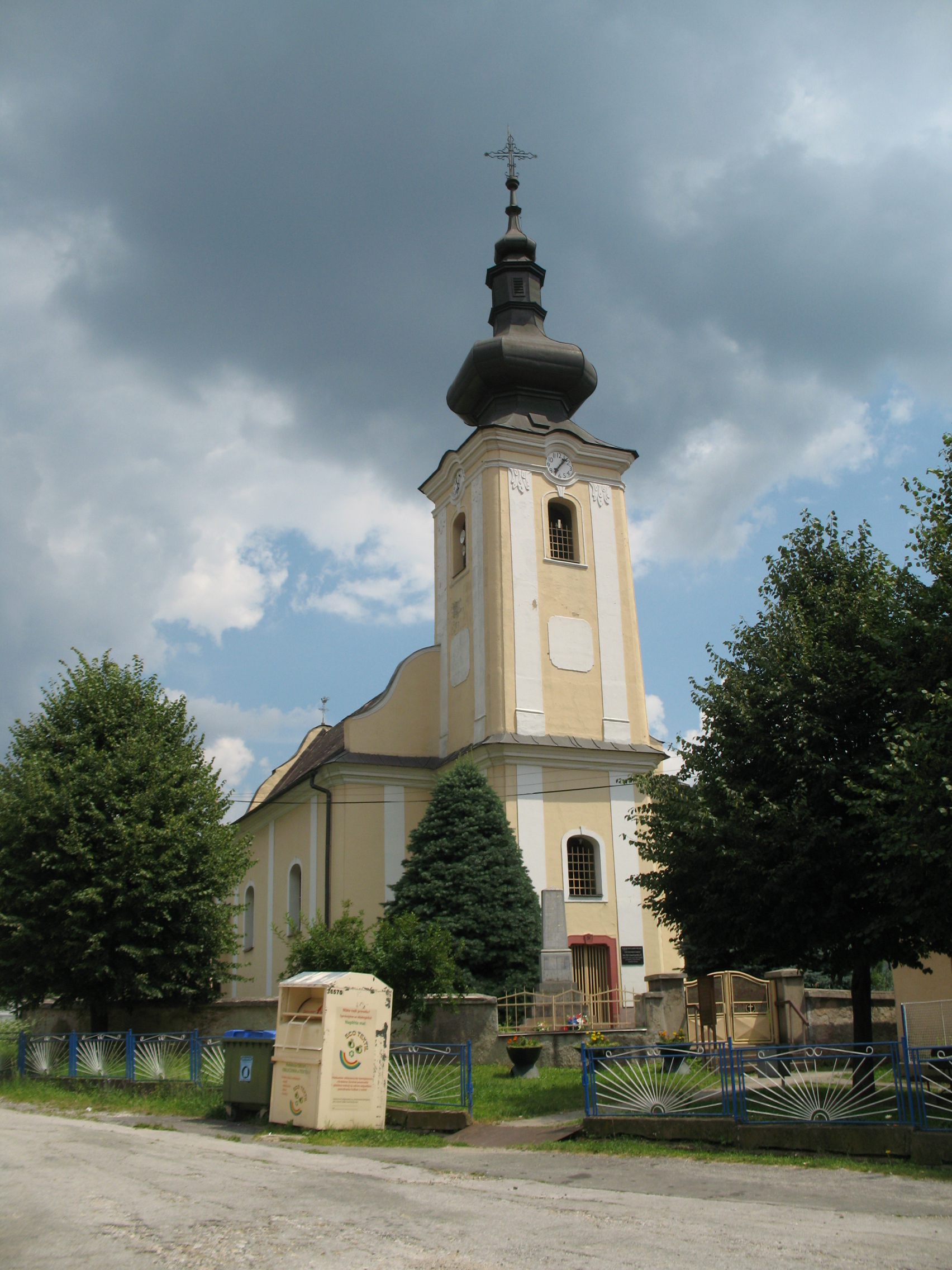
Evangelische Kirche

Gočovo entstand als Hirtensiedlung im 14. Jahrhundert, zum ersten Mal wurde es aber erst 1427 als Bowch schriftlich erwähnt. Im selben Jahr besaß das Geschlecht Bebek 11 Porta im Ort. Vom 16. bis zum 20. Jahrhundert stammten die Besitzer aus dem Geschlecht Andrássy. 1570 flohen die meisten Einwohner von den osmanischen Truppen weg, 1709–1710 kamen bei einer Pestepidemie den kirchlichen Chroniken zufolge rund 600 Einwohner ums Leben.
1774 wurde in Gočovo ein Hammerwerk gegründet. 1828 zählte man 76 Häuser und 607 Einwohner, die als Hirten und Landwirte, aber auch als Bergleute, Köhler und Radmacher beschäftigt waren.
Bis 1918/1919 gehörte der im Komitat Gemer und Kleinhont liegende Ort zum Königreich Ungarn und kam danach zur Tschechoslowakei beziehungsweise heute Slowakei. 

## Bevölkerung
| Jahr                | 1994 | 2004    | 2014    | 2024     |
| ------------------- | ---- | ------- | ------- | -------- |
| Anzahl der Personen | 404  | 403     | 369     | 291      |
| Unterschied         |      | −0,24 % | −8,43 % | −21,13 % |

| Jahr                | 2023 | 2024    |
| ------------------- | ---- | ------- |
| Anzahl der Personen | 297  | 291     |
| Unterschied         |      | −2,02 % |

Nach der Volkszählung 2011 wohnten in Gočovo 387 Einwohner, davon 359 Slowaken, sieben Roma, vier Magyaren und ein Ukrainer. 16 Einwohner machten keine Angabe zur Ethnie.
247 Einwohner bekannten sich zur Evangelischen Kirche A. B., 31 Einwohner zur römisch-katholischen Kirche, zwei Einwohner zur reformierten Kirche sowie jeweils ein Einwohner zu den Mormonen und zur orthodoxen Kirche; ein Einwohner bekannte sich zu einer anderen Konfession. 78 Einwohner waren konfessionslos und bei 26 Einwohnern wurde die Konfession nicht ermittelt.

## Bauwerke und Denkmäler

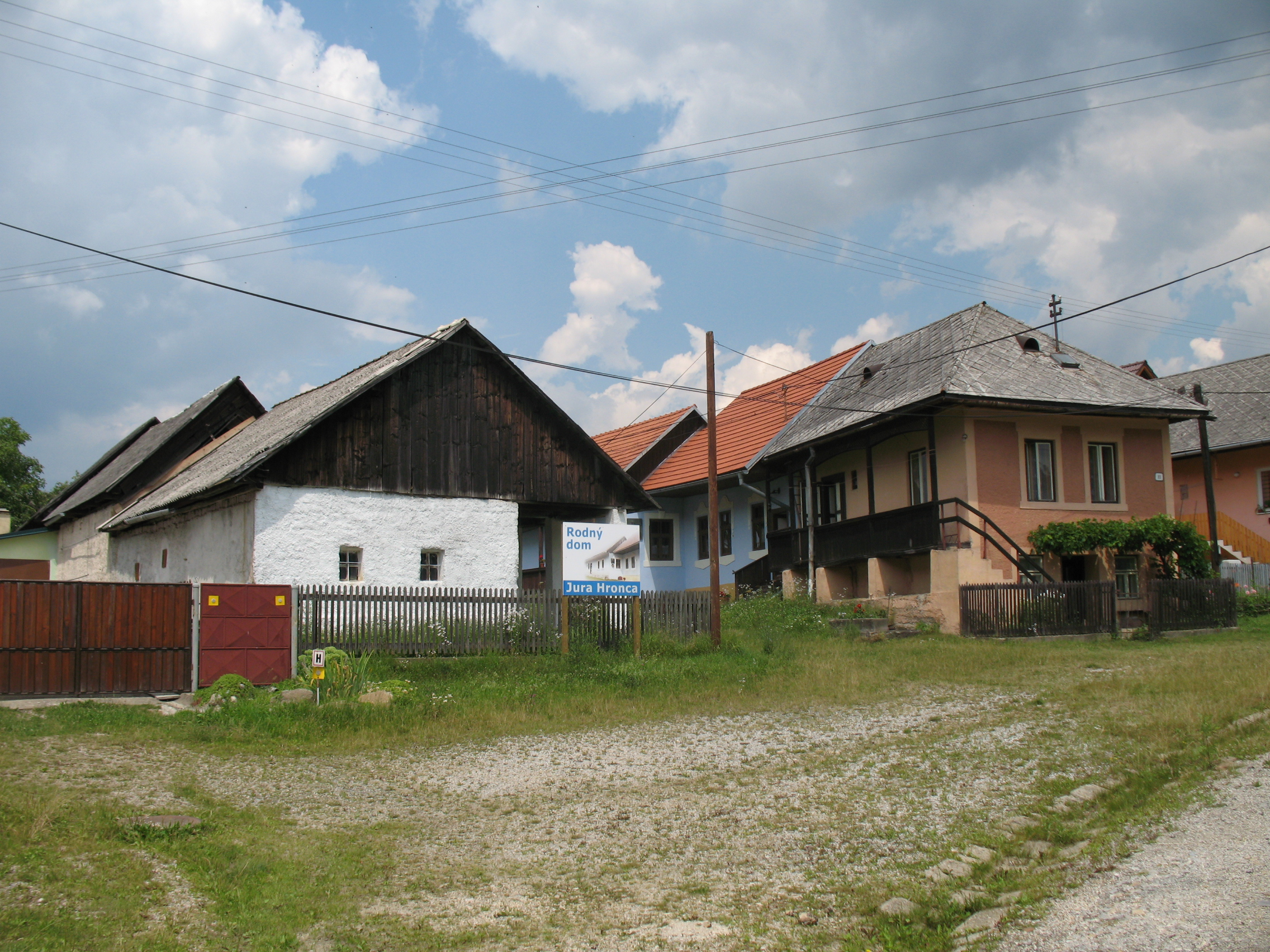
Geburtshaus von Jur Hronec

- evangelische Toleranzkirche aus dem Jahr 1790, mit dem Turm aus dem frühen 19. Jahrhundert
- Geburtshaus von Jur Hronec im regionaltypischen Baustil, das heute ein kleines Museum beherbergt
- Denkmal an die Gefallenen der beiden Weltkriege

## Söhne und Töchter der Gemeinde
- Jur Hronec (1881–1959), Mathematiker und Rektor an der Slowakischen Technischen Universität Bratislava